# 神原峠
神原峠（かんばらとうげ）は、岐阜県飛騨市に位置する岐阜県道75号神岡河合線の峠。標高872m。

## 概要
1886年（明治19年）、馬車が通行可能な峠に改修されたものの、急坂で曲がりくねった箇所が多く、車馬の通行すら困難であった、地元民から改修を求める声が上がっていた。
1924年（大正13年）8月19日、神原峠のトンネル（180m）を含めた改修工事（県費20万円近くにて1923年（大正12年）6月に着工していた）が完成した。
以降、北陸と飛騨を結ぶ主要国道（国道41号）として活用されたが、国道41号が数河峠経由のルートに変更されたことで交通量が減少した。1961年（昭和36年）より県道となり（それ以降も国道の数河峠が雪による渋滞の時は国道のバイパス的な役割を果たしていた）、現在は主要地方道となっている。
1991年（平成3年）5月7日、県道の沿線修景事業が完成したことに伴う竣工式が行われ、小規模のポケットパークには若山牧水の歌碑（心細いよ 一位の笠に かかる時雨の船津越え）が設置された。
1996年（平成8年）11月18日には、改修工事竣工を記念して竣工を祝う記念碑の除幕式が行われた。

### 新神原トンネル
1988年（昭和63年）10月28日着工、1990年（平成2年）12月17日に旧トンネルの南側に開通した全長295m、幅員7mの2車線のトンネル。トンネル開通後も旧古川町大江地内において峠の抜本改修が進められており、中でも橋梁架設工事が残っているため、供用開始は翌年4月からとなった。
大正時代に作られたトンネルが幅員4mしかなく大型車の対面通行が不可能で厳寒期には大きなツララが下がる状態であったため、新しく作られた。抗口には当時の神岡町長と古川町長がそれぞれの町側の抗口側に筆を執った「神原トンネル」の銘板が取り付けられた。この他、坑門の両側に神岡（タンポポ）と古川（ハナショウブ）の両町花が特殊塗装によって表示されている。